# جيم سمول (لاعب كرة قاعدة)
جيم سمول (بالإنجليزية: Jim Small)‏ هو لاعب كرة قاعدة أمريكي، ولد في 8 مارس 1937.

## وصلات خارجية
- جيم سمول على موقعبيزبول رفرنس.كوم (الدوري الرئيسي) (الإنجليزية)